# Luc Frank
Luc Frank (* 29. April 1972 in Moresnet) ist ein belgischer Politiker und ehemaliger Präsident der deutschsprachigen Christlich Sozialen Partei (CSP). Von 2009 bis 2018 war er Mitglied des Parlaments der Deutschsprachigen Gemeinschaft. Nach den Kommunalwahlen vom 14. Oktober 2018 einigte sich die neue Mehrheit aus SP und CSP darauf, Luc Frank zum Bürgermeister von Kelmis zu wählen.

## Leben
Frank studierte Jura an der Katholischen Universität Neu-Löwen (UCL) und schloss sein Studium mit einer Lizenz in Notariat ab.
Im Jahr 1991 trat Frank in die CSP ein. Von 1995 bis 1998 fungierte er als Assistent des Europaabgeordneten Mathieu Grosch (CSP) im Europäischen Parlament. Seit Januar 2001 ist er Gemeinderatsmitglied und von 2006 bis 2012, Erster Schöffe der Gemeinde Kelmis, zuständig für Jugend, Sport, Umwelt, Außenbeziehungen und Kommunikation.
Im April 2008 wurde Frank Berater von Staatssekretär Melchior Wathelet (cdH) für ostbelgische Belange. Er tagte von 2009 bis 2018 im Parlament der Deutschsprachigen Gemeinschaft.
Von 2009 bis 2014 war er Präsident der Christlich-Sozialen Partei (CSP). Nach den Kommunalwahlen vom 14. Oktober 2018 einigte sich die neue Mehrheit aus SP und CSP darauf, Frank zum Bürgermeister von Kelmis zu wählen. Luc Frank wurde im Wahlkampf 2024 in das belgische Föderalparlament (Kammer) gewählt. Er wird dort für die Schwesterpartei der CSP, „Les Engagés“, einziehen. Währenddessen wird Luc Frank weiterhin sein Amt als Bürgermeister in Kelmis ausführen.